# Algerije op de Olympische Zomerspelen 1996
Algerije nam deel aan de Olympische Zomerspelen 1996 in Atlanta, Verenigde Staten.

## Medailles
Algerije eindigde op de 34e plaats in het medailleklassement met twee gouden medailles en één bronzen: het beste resultaat tot dan toe.
| Sport    | Olympiër           | Onderdeel | Medaille |
| -------- | ------------------ | --------- | -------- |
| Atletiek | Noureddine Morceli | 1500m (m) | Goud     |
| Boksen   | Hocine Soltani     | -60kg (m) | Goud     |
| Boksen   | Mohamed Bahari     | -75kg (m) | Brons    |

## Overzicht per sport
| Sport         | Aantal deelnemers |
| ------------- | ----------------- |
| Atletiek      | 8                 |
| Boksen        | 6                 |
| Gewichtheffen | 3                 |
| Handbal       | 16                |
| Judo          | 6                 |
| Roeien        | 1                 |
| Schermen      | 2                 |
| Worstelen     | 2                 |
| Zwemmen       | 1                 |
| Totaal        | 45                |

## Deelnemers & Resultaten
(m) = mannen, (v) = vrouwen 

### Atletiek
| Olympiër           | Discipline | Resultaat | Prestatie                                                                            |
| ------------------ | ---------- | --------- | ------------------------------------------------------------------------------------ |
| Amar Hecini        | 400m (m)   | DQ        | serie 1: gediskwalificeerd                                                           |
| Amar Hecini        | 800m (m)   | 16e       | serie 2: 4de in 1.47,23                                                              |
| Ahmed Krama        | 1500m (m)  | 22e       | serie 5: 7e in 3.42,09                                                               |
| Noureddine Morceli | 1500m (m)  | Goud      | serie 2: 1e in 3.41,95 (1e) halve finale 1: 1e in 3.32,88 (1e) finale: 1e in 3.35,78 |
| Réda Benzine       | 5000m (m)  | 13e       | serie 1: 3e in 14.03,06 halve finale 1: 8e in 13.37,52 (8e) finale: 13e 13.42,34     |
| Aïssa Belaout      | 5000m (m)  | 15e       | serie 2: 5e in 13.51,96 halve finale 2: 6e in 14.04,56 finale: 15e in 14.06,52       |
|                    |            |           |                                                                                      |
| Noria Benida       | 800m (v)   | 24e       | serie 1: 4e in 2.02,44                                                               |
| Hassiba Boulmerka  | 1500m (v)  | 23e       | serie 1: 3e in 4.09,96 halve finale 1: 12e in 4.23,86 (12e)                          |

### Boksen
| Olympiër             | Discipline  | Resultaat | Prestatie |
| -------------------- | ----------- | --------- | --- |
| Mahdi Assous         | -51kg (m)   | 5e        | 1e ronde: W van PNG Gereo: 11-4 2e ronde: W van ARG Narvaez: 20-4 kwartfinale: V van GER Lunka :6-19                                                                           |
| Abdelaziz Boulehia   | -54kg (m)   | 9e        | 1e ronde: W van GRE Tsiripidis: 10-6 2e ronde: V van RUS Malachbekov: 2-52 |
| Noureddine Madjhound | -57kg (m)   | 17e       | 1e ronde: V van CUB Aragon: 6-9 |
| Hocine Soltani       | -60kg (m)   | Goud      | 1e ronde: W van TUR İşsever: 14-2 2e ronde: W van BRA Nunez: 11-1 kwartfinale: W van KOR Eun-chui: 16-10 halve finale: W van ROU Doroftei: 9-6 finale: W van BUL Tontchev: 3-3 |
| Mohamed Allalou      | -63,5kg (m) | 5e        | 1e ronde: W van KEN Bulinga: 17-3 2e ronde: W van POL Bielski: 19-8 kwartfinale: V van TUN Missaoui: 15-16                                                                     |
| Mohamed Bahari       | -75kg (m)   | Brons     | 1e ronde: W van BAR Thomas: 20-2 2e ronde: W van GEO Kakauridze: 8-5 kwartfinale: W van IRL Magee: 15-9 halve finale: V van TUR Beyleroglu: 11-11 (tiebreak)                   |

### Gewichtheffen
| Olympiër              | Discipline | Resultaat | Prestatie                                                      |
| --------------------- | ---------- | --------- | -------------------------------------------------------------- |
| Azzedine Basbas       | -64kg (m)  | 24e       | trekken: 28e met 120kg stoten: 12e met 160kg totaal: 280kg     |
| Fouad Bouzenada       | -64kg (m)  | 29e       | trekken: 29e met 115kg stoten: 26e met 152,5kg totaal: 267,5kg |
| Abdelmanaane Yahiaoui | -70kg (m)  | 5e        | trekken: 7e met 150kg stoten: 4e met 185kg totaal: 335kg       |

### Handbal
| Olympiër | Discipline | Resultaat | Prestatie |
| --- | ---------- | --------- | --------- |
| Amar Daoud Abdelghani Loukil Redouane Aouachria Salim Nedjel Hammou Nabil Rouabhi Redouane Saïdi Ben Ali Beghouach Sofiane Lamali Abdeldjalil Bouanani Mahmoud Bouanik Rabah Gherbi Achour Hasni Sofiane Khalfallah Mohamed Bouziane Salim Abes Karim El-Mahouab | mannen     | 10e       |           |

| Groep B |           |             |             |             |             |            |            |            |        |
| #       | Land      | Wedstrijden | Wedstrijden | Wedstrijden | Wedstrijden | Doelpunten | Doelpunten | Doelpunten | Punten |
| #       | Land      | G           | W           | G           | V           | V          | T          | Saldo      | Punten |
| 1       | Frankrijk | 5           | 4           | 0           | 1           | 145        | 114        | +31        | 8      |
| 2       | Spanje    | 5           | 4           | 0           | 1           | 114        | 97         | +17        | 8      |
| 3       | Egypte    | 5           | 3           | 0           | 2           | 113        | 103        | +10        | 6      |
| 4       | Duitsland | 5           | 3           | 0           | 2           | 121        | 112        | +9         | 6      |
| 5       | Algerije  | 5           | 0           | 1           | 4           | 95         | 117        | -22        | 1      |
| 6       | Brazilië  | 5           | 0           | 1           | 4           | 100        | 145        | -45        | 1      |

| Ronde        | Datum | Lokale tijd | MEZT    | Plaats           | Land  | Score    | Land |
| ------------ | ----- | ----------- | ------- | ---------------- | ----- | -------- | ---- |
| Groepsfase   |       |             |         |                  |       |          |      |
| 24 juli      | 14:30 | 20:30       | Atlanta | Egypte           | 19-16 | Algerije |      |
| 25 juli      | 10:00 | 16:00       | Atlanta | Frankrijk        | 33-22 | Algerije |      |
| 27 juli      | 10:00 | 16:00       | Atlanta | Spanje           | 20-14 | Algerije |      |
| 29 juli      | 14:30 | 20:30       | Atlanta | Duitsland        | 25-23 | Algerije |      |
| 31 juli      | 19:00 | 01:00       | Atlanta | Algerije         | 20-20 | Brazilië |      |
| 9/10e plaats |       |             |         |                  |       |          |      |
| 2 augustus   | 10:00 | 16:00       | Atlanta | Verenigde Staten | 27-26 | Algerije |      |

### Judo
| Olympiër          | Discipline | Resultaat | Prestatie |
| ----------------- | ---------- | --------- | --- |
| Amar Meridja      | -60kg (m)  | 9e        | 1e ronde: W van CZE Nováček 2e ronde: W van ESP Naveira kwartfinale: V van JPN Nomura herkansingen 2: V van RUS Ozhegin                                 |
| Abdelhakim Harkat | -71kg (m)  | 13e       | 1e ronde: W van PUR Rodriguez 2e ronde: V van JPN Nakamura herkansingen 1: V van AUT Schleicher                                                         |
| Lyes Cherifi      | -78kg (m)  | 17e       | 1e ronde: W van NGR Musa 2e ronde: V van UZB Shmakov |
| Kamel Larbi       | +95kg (m)  | 21e       | 1e ronde: V van AUT Krieger |
|                   |            |           | |
| Salima Souakri    | -48kg (v)  | 5e        | 1e ronde: W van TUR Şenyurt 2e ronde: V van CUB Savón herkansingen 2: W van USA Wolf herkansingen 3: W van BLR Moskvina bronzen finale: V van ESP Soler |
| Lynda Mekzine     | -52kg (v)  | 9e        | 1e ronde: W van GBR Rendle 2e ronde: V van POL Krause herkansingen 2: V van ESP Muñoz                                                                   |

### Roeien
| Olympiër      | Discipline | Resultaat | Prestatie                                        |
| ------------- | ---------- | --------- | ------------------------------------------------ |
| Samia Hireche | skiff (v)  | 17e       | serie: 6e in 9.08,31 herkansingen: 6e in 9.28,41 |

### Schermen
| Olympiër             | Discipline | Resultaat | Prestatie                         |
| -------------------- | ---------- | --------- | --------------------------------- |
| Raouf Salim Bernaoui | sabel (m)  | 33e       | 1e ronde: V van ROU Covaliu: 7-15 |
| Ferial Salhi         | floret (v) | 33e       | 1e ronde: V van CHN Jun: 7-15     |

### Worstelen
| Olympiër          | Discipline               | Resultaat | Prestatie |
| ----------------- | ------------------------ | --------- | --- |
| Omar Kedjaouer    | -52kg vrije stijl (m)    | 14e       | 1e ronde: V van UKR Toguzov: 0-10 herkansing 1: W van MEX Rodríguez: 2-0 herkansingen 2: V van TUR Topaktaş: fall |
| Youssef Bouguerra | -74kg Grieks-Romeins (m) | 16e       | 1e ronde: V van JPN Katayama: 2-13 herkansingen 1: V van BUL Stoyanov: 0-5                                        |

### Zwemmen
| Olympiër   | Discipline          | Resultaat | Prestatie            |
| ---------- | ------------------- | --------- | -------------------- |
| Salim Iles | 50m vrije slag (m)  | 36e       | serie 4: 2e in 23,61 |
| Salim Iles | 100m vrije slag (m) | 25e       | serie: 50,87         |
| Salim Iles | 200m vrije slag (m) | 31e       | serie: 1.54,10       |

Afghanistan · Albanië · Algerije · Amerikaanse Maagdeneilanden · Amerikaans-Samoa · Andorra · Angola · Antigua‑Barbuda · Argentinië · Armenië · Aruba · Australië · Azerbeidzjan · Bahama's · Bahrein · Bangladesh · Barbados · België · Belize · Benin · Bermuda · Bhutan · Bolivia · Bosnië en Herzegovina · Botswana · Brazilië · Britse Maagdeneilanden · Brunei · Bulgarije · Burkina Faso · Burundi · Cambodja · Canada · Centraal-Afrikaanse Republiek · Chili · China · Chinees Taipei · Colombia · Comoren · Congo-Brazzaville · Cookeilanden · Costa Rica · Cuba · Cyprus · Denemarken · Djibouti · Dominica · Dominicaanse Republiek · Duitsland · Ecuador · Egypte · El Salvador · Equatoriaal-Guinea · Estland · Ethiopië · Fiji · Filipijnen · Finland · Frankrijk · Gabon · Gambia · Georgië · Ghana · Grenada · Griekenland · Groot-Brittannië · Guam · Guatemala · Guinee · Guinee-Bissau · Guyana · Haïti · Honduras · Hongarije · Hongkong · Ierland · IJsland · India · Indonesië · Irak · Iran · Israël · Italië · Ivoorkust · Jamaica · Japan · Jemen · Joegoslavië · Jordanië · Kaaimaneilanden · Kaapverdië · Kameroen · Kazachstan · Kenia · Kirgizië · Koeweit · Kroatië · Laos · Lesotho · Letland · Libanon · Liberia · Libië · Liechtenstein · Litouwen · Luxemburg ·  Macedonië · Madagaskar · Malawi · Malediven · Maleisië · Mali · Malta · Marokko · Mauritanië · Mauritius · Mexico · Moldavië · Monaco · Mongolië · Mozambique · Myanmar · Namibië · Nauru · Nederland · Nederlandse Antillen · Nepal · Nicaragua · Nieuw-Zeeland · Niger · Nigeria · Noord-Korea · Noorwegen · Oeganda · Oekraïne · Oezbekistan · Oman · Oostenrijk · Pakistan · Palestina · Panama · Papoea-Nieuw-Guinea · Paraguay · Peru · Polen · Portugal · Puerto Rico · Qatar · Roemenië · Rusland · Rwanda · Saint Kitts en Nevis · Saint Lucia · Saint Vincent en Grenadines · Salomonseilanden · Samoa · San Marino · Sao Tomé en Principe · Saoedi-Arabië · Senegal · Seychellen · Sierra Leone · Singapore · Slovenië · Slowakije · Soedan · Somalië · Spanje · Sri Lanka · Suriname · Swaziland · Syrië · Tadzjikistan · Tanzania · Thailand · Togo · Tonga · Trinidad en Tobago · Tsjaad · Tsjechië · Tunesië · Turkije · Turkmenistan · Uruguay · Vanuatu · Venezuela · Verenigde Arabische Emiraten · Verenigde Staten · Vietnam · Wit-Rusland · Zaïre · Zambia · Zimbabwe · Zuid-Afrika · Zuid-Korea · Zweden · Zwitserland